# 王克印
王克印，中国著名国画大师。1932年生于河南，2003年6月逝世，曾以《白鹭秋水》获得大奖，享受国家政府津贴。他一生出版有《王克印画集》、《王克印花鸟画集》、《王克印画选》。从地方媒体到中央台都对他作过专题报導或采访，曾被国务院授予最有突出贡献的专家。他的画展走过日本、美国、新加坡、香港等地区。2005年香港拍卖他的作品被收藏家高价拍得，他的作品近期润价在十二万每平方尺。